# YUS (naturreservat)
YUS är ett naturreservat i Papua Nya Guinea. Naturreservatet bildades 2009 i ett unikt naturområde med tropisk skog. Namnet YUS valdes eftersom området genomkorsas av floderna Yopno, Uruwa och Som. Området som skyddas har en storlek ungefär motsvarande halva Öland (760 kvadratkilometer) och sträcker sig från kusten och upp i bergen. 
Några av de djur som drar nytta av naturreservatet är sällsynta trädkängurur som är utrotningshotade på grund av skogsavverkning. Utöver att skydda växter och djur väntas naturreservatet även ha en gynnsam effekt på klimatet eftersom biomassan i området binder ca 13 miljoner ton kol, som utan naturreservat kanske skulle ha släppts ut i atmosfären till följd av avverkning och hyggesbränning.